# L-ピペコリン酸オキシダーゼ
L-ピペコリン酸オキシダーゼ(L-pipecolate oxidase)は、次の化学反応を触媒する酸化還元酵素である。
L-ピペコリン酸 + O2 {\displaystyle \rightleftharpoons } 2,3,4,5-テトラヒドロピリジン-2-カルボン酸 + H2O2
反応式の通り、この酵素の基質はL-ピペコリン酸とO2、生成物は2,3,4,5-テトラヒドロピリジン-2-カルボン酸とH2O2である。
組織名はL-pipecolate:oxygen 1,6-oxidoreductaseで、別名にpipecolate oxidase、L-pipecolic acid oxidaseがある。